# Ivo Vondrák
Ivo Vondrák (ur. 15 kwietnia 1959 w Ostrawie) – czeski inżynier, nauczyciel akademicki i polityk, w latach 2010–2016 rektor Wyższej Szkoły Górniczej – Uniwersytetu Technicznego w Ostrawie (VŠB-TUO), hetman kraju morawsko-śląskiego w latach 2016–2023, parlamentarzysta.

## Życiorys
W 1983 ukończył studia inżynierskie w Wyższej Szkole Górniczej w Ostrawie. Stopień kandydata nauk uzyskał w 1988 na Uniwersytecie Żylińskim. Zawodowo związany z ostrawską uczelnią, od 1998 na stanowisku profesora. W 1990 zorganizował katedrę informatyki. W latach 2003–2010 pełnił funkcję dziekana wydziału elektrotechniki i informatyki. Następnie przez sześć lat zajmował stanowisko rektora uniwersytetu. Był w międzyczasie również wykładowcą innych uczelni (w tym w Ołomuńcu), a także członkiem organów różnych przedsiębiorstw.
W wyborach regionalnych w 2016 jako niezależny kandydat z listy ANO 2011 został wybrany na radnego kraju morawsko-śląskiego, w październiku tegoż roku objął urząd hetmana kraju w ramach koalicji z ludowcami i ODS. Wkrótce po powołaniu wstąpił do ANO 2011. Z listy tego ugrupowania w wyborach parlamentarnych w 2017 uzyskał mandat deputowanego do Izby Poselskiej. W 2020 ponownie wybrany na radnego kraju, jego ugrupowanie zawiązało większościową koalicję w regionie, co pozwoliło mu pozostać na funkcji hetmana kraju.
W 2021 z powodzeniem ubiegał się o poselską reelekcję. W lutym 2023 zrezygnował z funkcji wiceprzewodniczącego ANO, a następnie także z członkostwa w partii. W czerwcu tego samego roku odszedł również z funkcji hetmana kraju; na tym stanowisku zastąpił go Jan Krkoška. W 2024 stanął na czele ruchu politycznego Osobnosti pro kraj. W tymże roku wybrany na radnego regionalnego na kolejną kadencję.